# Подкаменная
Подка́менная — посёлок в Шелеховском районе Иркутской области России. Административный центр Подкаменнского сельского поселения.

## География
Посёлок находится на расстоянии примерно 26 км к юго-западу города Шелехов, административного центра района. Абсолютная высота — 726 метров над уровнем моря.

## Население
| 2002 | 2010 | 2011 | 2012 |
| ---- | ---- | ---- | ---- |
| 717  | ↘691 | ↗692 | ↘686 |

### Половой состав
Согласно результатам переписи 2002 года, численность населения посёлка составляла 717 человек (327 мужчин и 390 женщин).
Согласно результатам переписи 2010 года, в посёлке проживал 691 человек (317 мужчин и 374 женщины).

## Улицы
| - ул. Болотная, - ул. Вокзальная, - ул. Железнодорожная, - ул. Заречная, - ул. Иркутская, | - ул. Касьянова, - ул. Ключевая, - ул. Ленина, - ул. Лесная, - ул. Литвинова, | - ул. Майская, - ул. Набережная, - ул. Нагорная, - ул. Подгорная, - ул. Сосновая. |